# 플란
플란(영어: flan)은 영국과 오스트레일리아, 미국 및 여러 유럽 지역의 타르트이다. 짭조름하게 만들어 간식으로 먹거나, 달콤하게 만들어 후식으로 먹는다.

## 사진

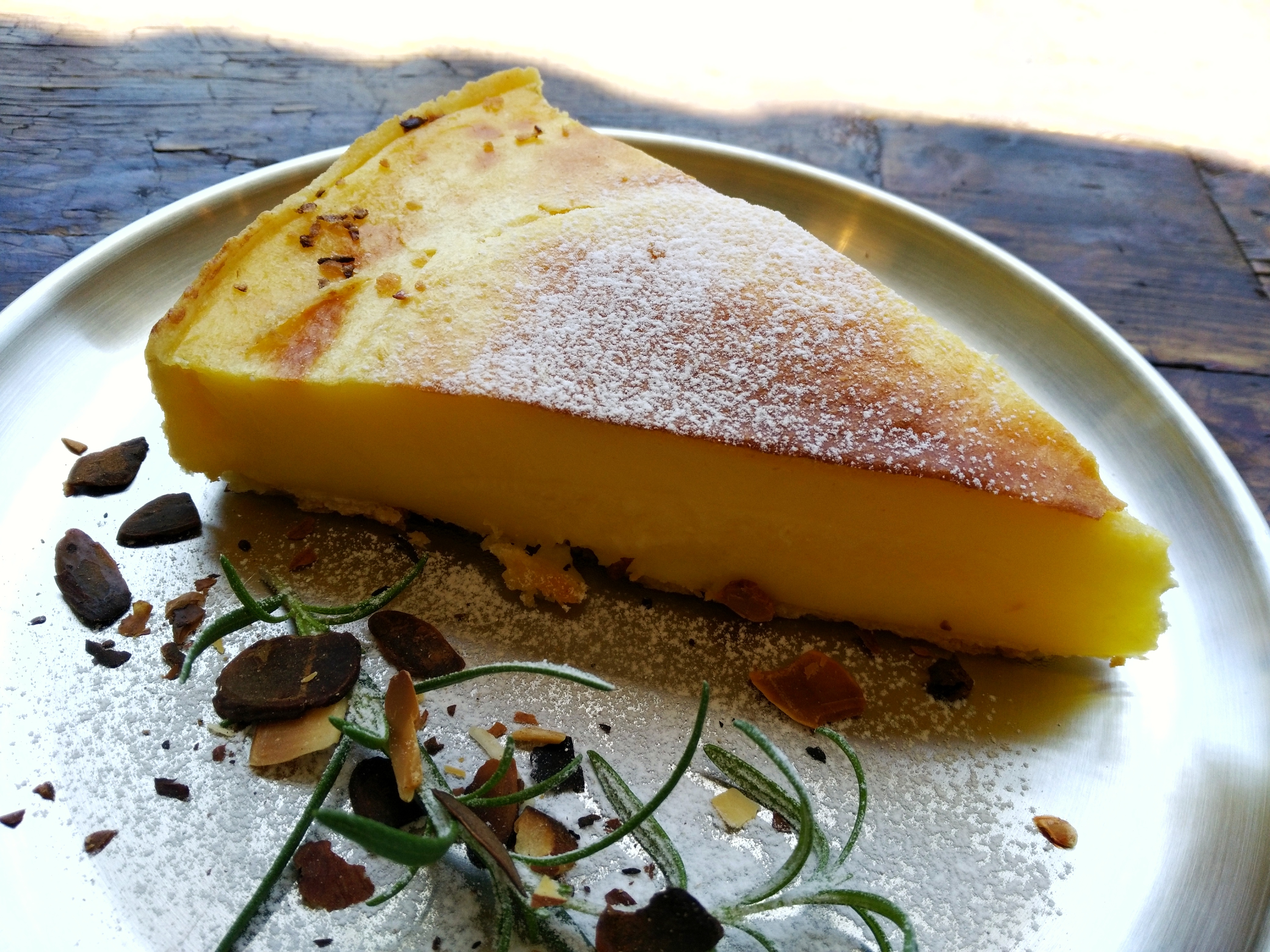
달콤한 플란

## 같이 보기
- 키슈